# Вулканічний туф

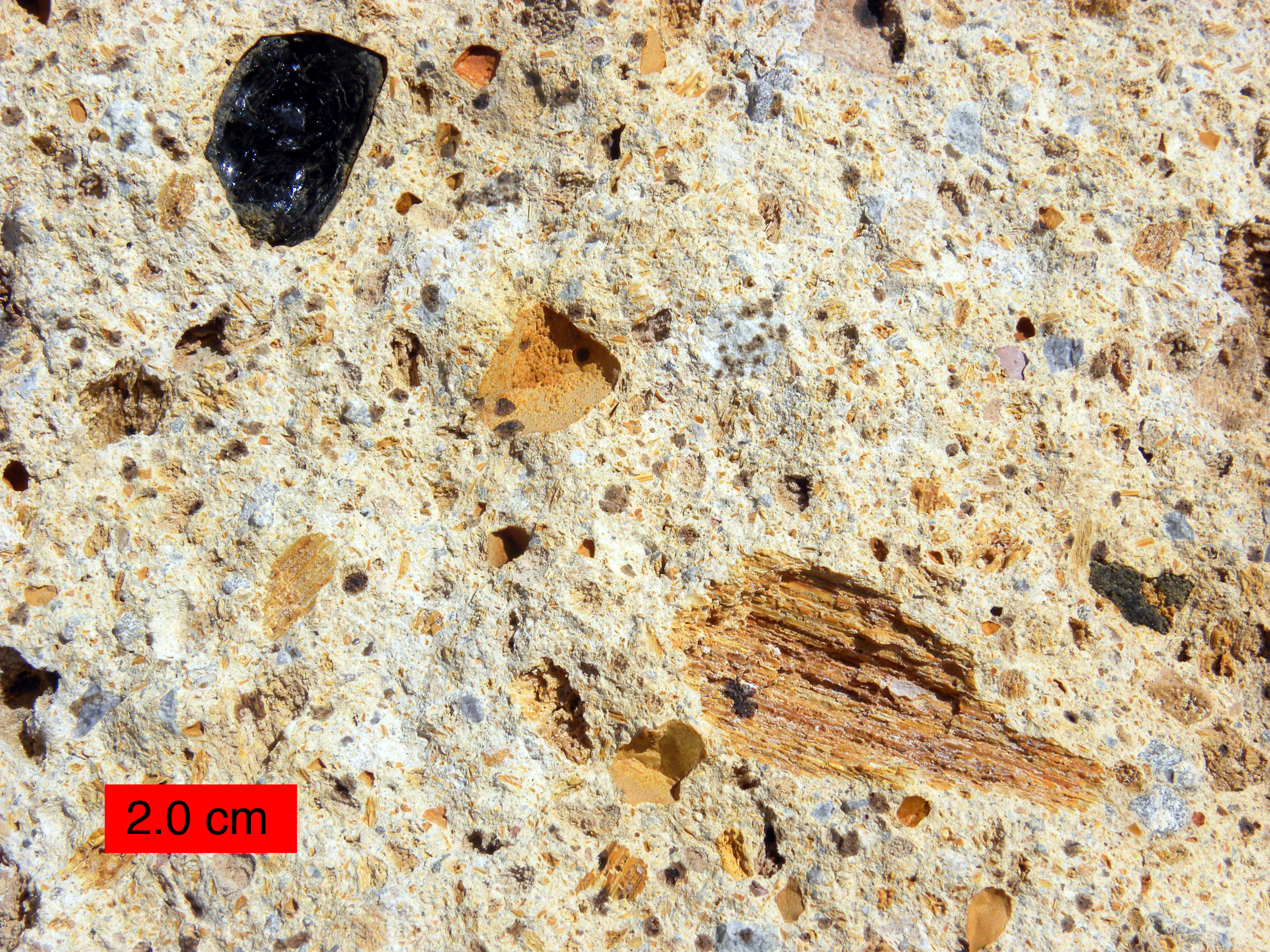
Вулканічний туф з Каліфорнії, датований 18,5 млн років.

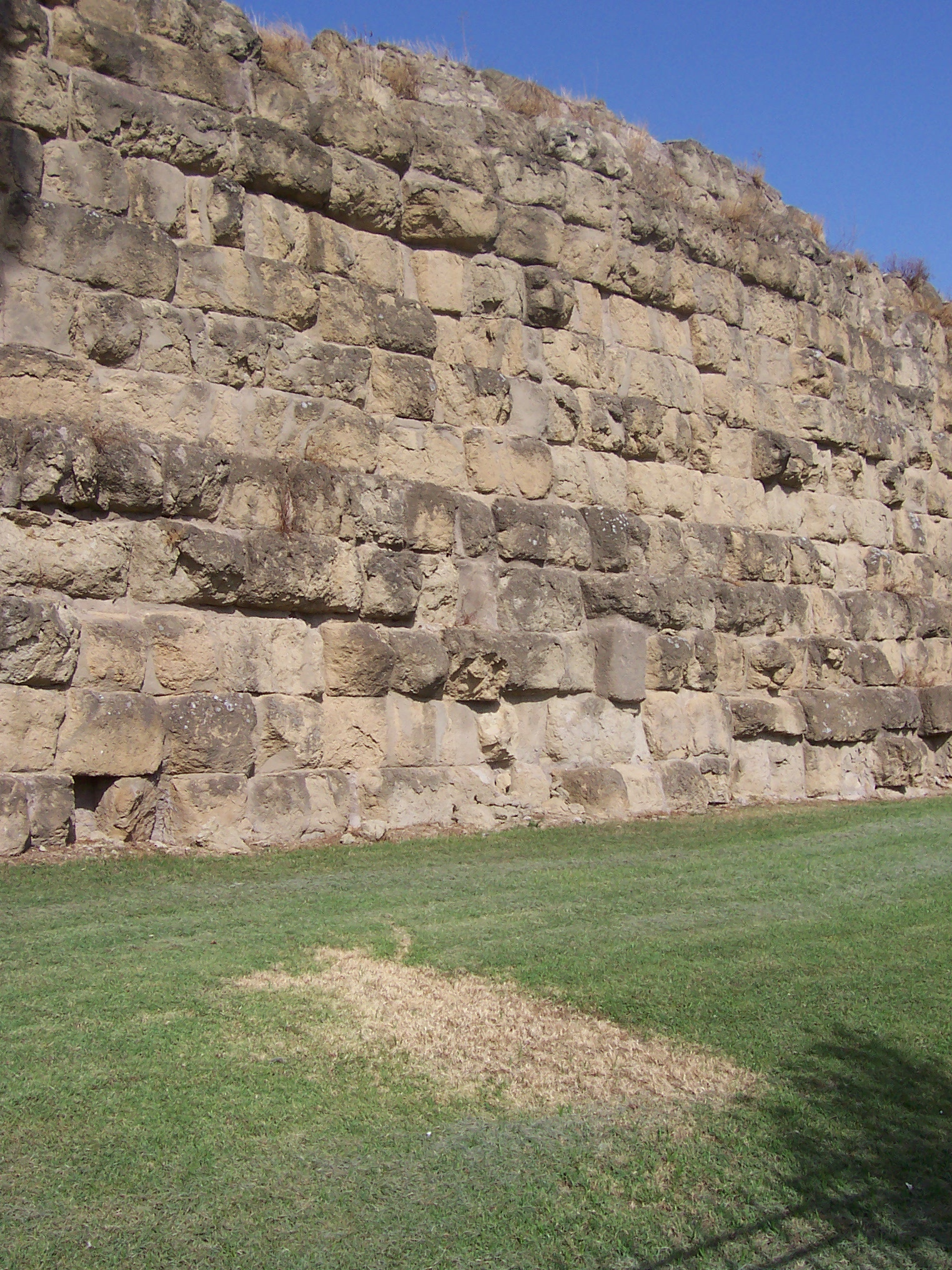
Залишки Сервієвої стіни у Римі, збудованої з туфових блоків.

Вулкані́чний туф (лат. tufo — так античні римляни називали вулканічні породи поблизу Рима і Неаполя) — зцементована пірокластична гірська порода, яка утворилася з твердих продуктів вулканічних вивержень (попелу, лапілей, вулканічних бомб), згодом ущільнених і зцементованих.

## Різновиди
Вулканічні туфи поділяються за складом, характером і розмірами уламків. Виділяють базальтові, андезитові, ліпаритові та інші різновиди.
За характером уламків розрізняють вулканічні туфи:
- літокластичні — з уламків гірських порід
- кристалокластичні — з кристалів і уламків окремих мінералів
- вітрокластичні — з уламків вулканічного скла
- змішаного складу, в яких спостерігаються уламки різного характеру

За величиною уламків (структурою) виділяють:
- грубоуламкові (аґломератні)
- крупноуламкові (псефітові)
- середньоуламкові (псамітові)
- тонкоуламкові (алевритові і пелітові) вулканічні туфи.

Цементом вулканічного туфа може бути вулканічний попіл, глиниста або кремениста речовина, іноді з домішкою продуктів розкладу попелу. Колір туфів жовтий, помаранчевий, фіолетово-рожевий, червоний, коричневий, сірий і чорний.

## Утворення і залягання
Вулканічні туфи утворюються шляхом безпосереднього осадження з повітря при виверженні вулкана або внаслідок перенесення туфового матеріалу водними і повітряними потоками. Залягають вони у вигляді пластів при широкому площинному поширенні, що залежить від типу виверження.

## Застосування
Мають високі декоративні якості, невелику об'ємну масу і досить високу міцність, застосовуються як облицювальний і стіновий матеріал, заповнювач в легких бетонах і для отримання архітектурних деталей складного профілю.